# Raffaello Ducceschi

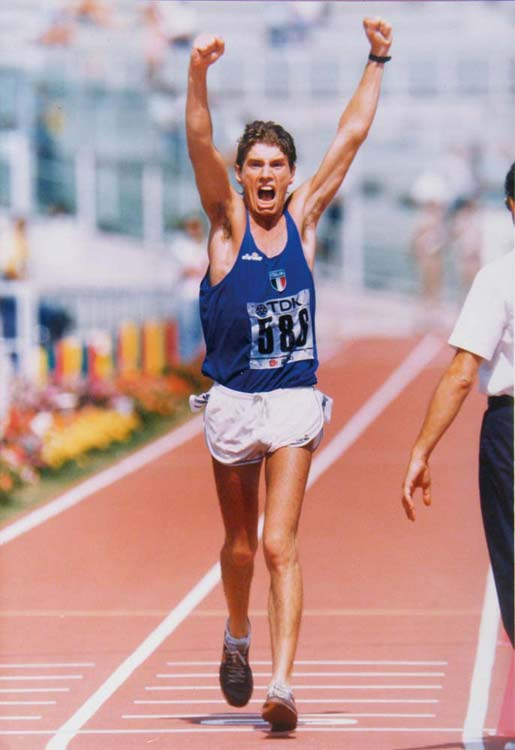
Raffaello Ducceschi bei den Weltmeisterschaften 1987 in Rom

Raffaello Fabio Ducceschi (* 25. Februar 1962 in Sesto San Giovanni) ist ein ehemaliger italienischer Leichtathlet, der im Gehen erfolgreich war.

## Sportliche Karriere
Der 1,83 Meter große Raffaello Duccheschi startete für Fiamme Oro, die Sportgruppe der Polizia di Stato. Er wurde 1983, 1984 und 1988 italienischer Meister im 50-Kilometer-Straßengehen.
Bei den Olympischen Spielen 1984 in Los Angeles gewann der Italiener Sandro Bellucci die Bronzemedaille in einem von der großen Hitze geprägten Wettbewerb über 50 Kilometer. Fünfeinhalb Minuten nach ihm ging Raffaello Ducceschi als Fünfter ins Ziel. Von den 31 gestarteten Gehern kamen nur 17 in die Wertung. 1986 bei den Europameisterschaften 1986 in Stuttgart wurde Bellucci Elfter, Ducceschi erreichte in 3:56:42 Stunden als 13. das Ziel. Im Juli 1987 siegte Ducceschi bei der Universiade in Zagreb im 20-km-Gehen vor seinen Landsleuten Giacomo Poggi und Pierluigi Fiorella. Im August bei den Weltmeisterschaften in Rom ging Ducceschi nach 3:47:49 Stunden als Vierter über die Ziellinie, Bellucci lag als Sechster eine Minute hinter ihm. Seinen letzten großen Wettkampf absolvierte Ducceschi 1988 bei den Olympischen Spielen in Seoul. Ducceschi wurde Achter in 3:45:43 Stunden, zweitbester Italiener war Gianni Perricelli auf dem elften Platz.

## Bestzeiten
- 20 km Straßengehen: 1:25:02 Stunden, 13. Juli 1987 in Zagreb
- 50 km Straßengehen: 3:44:27 Stunden, 17. April in Barletta[7]

## Nach der Karriere
Ducceschi arbeitete ab 2004 als Grafikdesigner in Barcelona.